# جانجل كروز
جانجل كروز (بالإنجليزية: Jungle Cruise)‏ هو فيلم مغامرة أمريكي صدر عام 2021 من إخراج جومي كوليت سيرا ومن بطولة دوين جونسون،إيميلي بلنت،إدغار راميرز،جاك وايتهول،جيسي بليمنز وبول جياماتي.

## طاقم العمل
- دواين جونسون بدور الكابتن فرانك "سكيبر"
- إيميلي بلانت بدور الدكتورة ليلى هوتون،
- جاك وايتهول في دور ماكجريجور هوتون[4]
- إدغار راميرز في دور أغيري .[5]
- جيسي بليمونز بدور الأمير يواكيم
- بول جياماتي في دور نيلو نيمولاتو
- فيرونيكا فالكون في دور التاجر سام
- داني روفيرا في دور سانشو
- كيم جوتيريز في دور ميلكور
- آندي نيمان في دور السير جيمس هوبز كودينجتون

## روابط خارجية
- الموقع الرسمي
- جانجل كروز على موقع IMDb (الإنجليزية)
- جانجل كروز على موقع ميتاكريتيك (الإنجليزية)
- جانجل كروز على موقع روتن توميتوز (الإنجليزية)
- جانجل كروز على موقع ألو سيني (الفرنسية)
- جانجل كروز على موقع فيلمافينيتي (الإسبانية)
- جانجل كروز على موقع قاعدة بيانات الأفلام السويدية (السويدية)
- جانجل كروز على موقع قاعدة بيانات الفيلم (الإنجليزية)
- جانجل كروز على موقع ليتربوكسد (الإنجليزية)
- جانجل كروز على موقع كينوبويسك (الروسية)